# Trichoniscus korsakovi
Trichoniscus korsakovi är en kräftdjursart som beskrevs av Albert Vandel 1947A. Trichoniscus korsakovi ingår i släktet Trichoniscus och familjen Trichoniscidae. Inga underarter finns listade i Catalogue of Life.